# Tarkaszemölcsös mézevő
A tarkaszemölcsös mézevő (Melidectes fuscus) a madarak osztályának verébalakúak (Passeriformes) rendjébe és a mézevőfélék (Meliphagidae) családjába tartozó faj.
A magyar név forrással nincs megerősítve.

## Előfordulása
Indonézia és Pápua Új-Guinea területén honos. A természetes élőhelye szubtrópusi és trópusi hegyi esőerdők. Állandó, nem vonuló faj.

## Alfajai
- Melidectes fuscus fuscus (De Vis, 1897)
- Melidectes fuscus occidentalis Junge, 1939

## Megjelenése
Átlagos testtömege 45 gramm.